# Juventud Asturiana
La Juventud Asturiana était un club de football cubain basé à La Havane.

## Histoire
Le club est fondé par des immigrés asturiens à La Havane, le 11 juillet 1912, sous le nom de Sociedad de recreo y deportes Juventud Asturiana,.
La Juventud Asturiana connaît ses plus grandes heures lors de la première moitié du XXe siècle, avec sept titres de champion de Cuba.
Parmi ses matchs mémorables, on peut citer une victoire 4-2 acquise en amical, le 16 juin 1929, face au Nacional de Montevideo qui comptait dans ses rangs neuf des onze titulaires de l'équipe d'Uruguay, double championne olympique en 1924 et 1928.
Le club est dissous en 1952.

## Palmarès
- Championnat de Cuba (7) :
  - Vainqueur en 1927, 1933, 1935, 1936, 1941, 1944 et 1948.

## Joueurs emblématiques
- Valeriano Fano
- Mario López Alfonso
- Juan Tuñas